# Bolitoglossa tatamae
Espèce
Statut de conservation UICN

 EN B1ab(iii) : En danger
Bolitoglossa tatamae est une espèce d'urodèles de la famille des Plethodontidae.

## Répartition
Cette espèce est endémique du département de Risaralda en Colombie. Elle se rencontre dans les environs de Santuario et de Mistrató entre 1 760 et 2 130 m d'altitude sur le Cerro Tatamá dans la cordillère Occidentale,.

## Étymologie
Son nom d'espèce, tatamae, lui a été donné en référence à sa localité type, le parc national naturel de Tatamá.

## Publication originale
- Acosta-Galvis & Hoyos, 2006 : A new species of salamander (Caudata: Plethodontidae: Bolitoglossa) from the subdandean forest western Cordillera of Colombia. Herpetologica, vol. 62, no 3, p. 302-307.